# Edmonia Lewis
Edmonia Lewis (Mary Edmonia Lewis, ur. prawdopodobnie 4 lipca 1844 w Greenbush, obecnie Rensselaer, w stanie Nowy Jork; zm. 17 września 1907 w Londynie) – pierwsza zawodowa amerykańska rzeźbiarka pochodzenia afroamerykańskiego i rdzennoamerykańskiego. Zasadniczą część życia spędziła w Rzymie. W swojej twórczości, wpisującej się w nurt neoklasycyzmu, wykorzystywała motywy religijne oraz związane ze swoim pochodzeniem i płcią.

## Życiorys
Jej ojcem był Afroamerykanin, matka była rdzenną Amerykanką z plemienia Odżibwejów. Osierocona przed ukończeniem pięciu lat, do dwunastego roku życia mieszkała z plemieniem swojej matki, używając imienia Wildfire. W 1859 dostała się na uczelnię Oberlin College w Oberlin w stanie Ohio, gdzie przyjęła imię Mary Edmonia Lewis. Finansowo wspomagał ją starszy brat, który wyjechał do Kalifornii, gdzie pracował jako górnik. W 1862 oskarżona została o otrucie dwóch białych koleżanek. Po nagłośnionym procesie uznano ją za niewinną, wcześniej pobita została jednak przez tłum.
W 1863 została zmuszona do opuszczenia szkoły po oskarżeniu o kradzież przyborów plastycznych. W tym samym roku przeprowadziła się do Bostonu, gdzie przez krótki okres lekcji rzeźbiarstwa udzielał jej Edward Brackett. Zasadniczo była jednak samoukiem. Karierę rozpoczęła w 1864, tworząc portrety medalionowe znanych abolicjonistów (m.in. Williama Lloyda Garrisona, Charlesa Sumnera i Wendella Phillipsa). W 1865 pieniądze zarobione na sprzedaży popiersi Johna Browna i pułkownika Roberta Goulda Shawa pozwoliły jej na sfinansowanie wyjazdu do Europy.
Po wizytach w Londynie, Paryżu i Florencji zdecydowała się osiąść w Rzymie. Zaznajomiła się tam z aktorką Charlotte Cushman, rzeźbiarką Harriet Hosmer i innymi osobami z tamtejszej społeczności amerykańskich artystów. Wbrew popularnemu wówczas zwyczajowi, wedle którego artyści wykonywali gipsowe modele rzeźb, a następnie zatrudniali lokalnych rzeźbiarzy w celu przekucia ich w marmurze, Lewis wykonywała całość tej pracy samodzielnie. Prawdopodobnie wynikało to ze względów finansowych, jak i obawy o możliwość zakwestionowania autorstwa jej dzieł.
Przebywając w Rzymie, Lewis stworzyła najważniejsze ze swoich rzeźb – Forever Free („Na zawsze wolni”, 1867), The Marriage of Hiawatha („Małżeństwo Hiawathy”, ok. 1868), Hagar (1875) i The Death of Cleopatra („Śmierć Kleopatry”, 1876). Ta ostatnia prezentowana była podczas wystawy światowej w Filadelfii w 1876.
Wraz ze spadkiem popularności neoklasycyzmu zainteresowanie twórczością Lewis zmalało. Ostatnim większym otrzymanym przez nią zleceniem była płaskorzeźba Adoration of the Magi („Adoracja Dzieciątka przez Trzech Króli”) dla kościoła w Baltimore w 1883. Późniejsze lata życia Lewis owiane są tajemnicą. Nigdy nie wyszła za mąż, nie miała dzieci. Zmarła w 1907 w Londynie. Fakt ten nie był znany do początku XXI wieku – według wcześniejszych doniesień miano ją widzieć w Rzymie jeszcze w 1909 czy 1911.

## Galeria

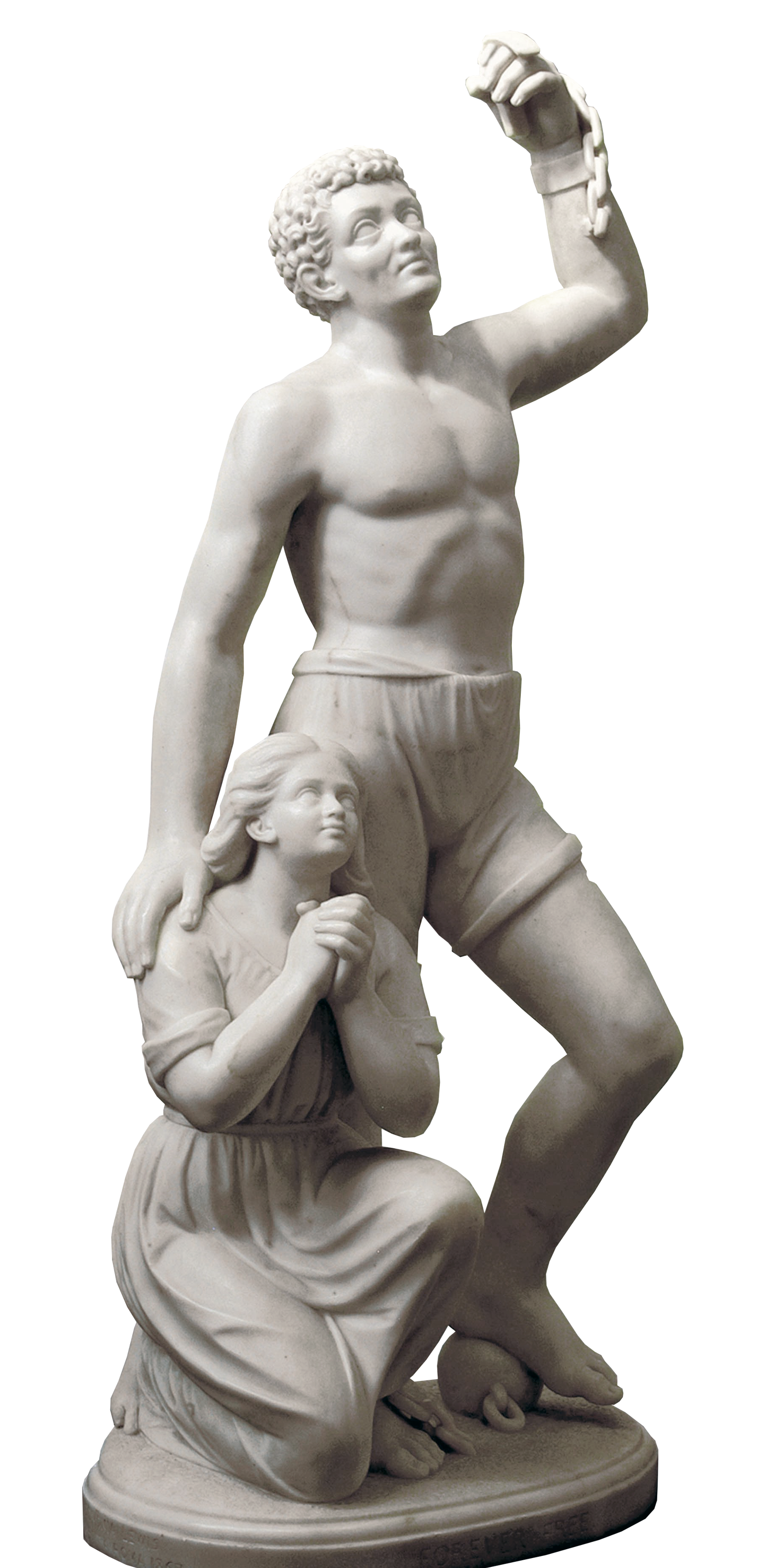
Forever Free (1867) w zbiorach Howard University Art Gallery
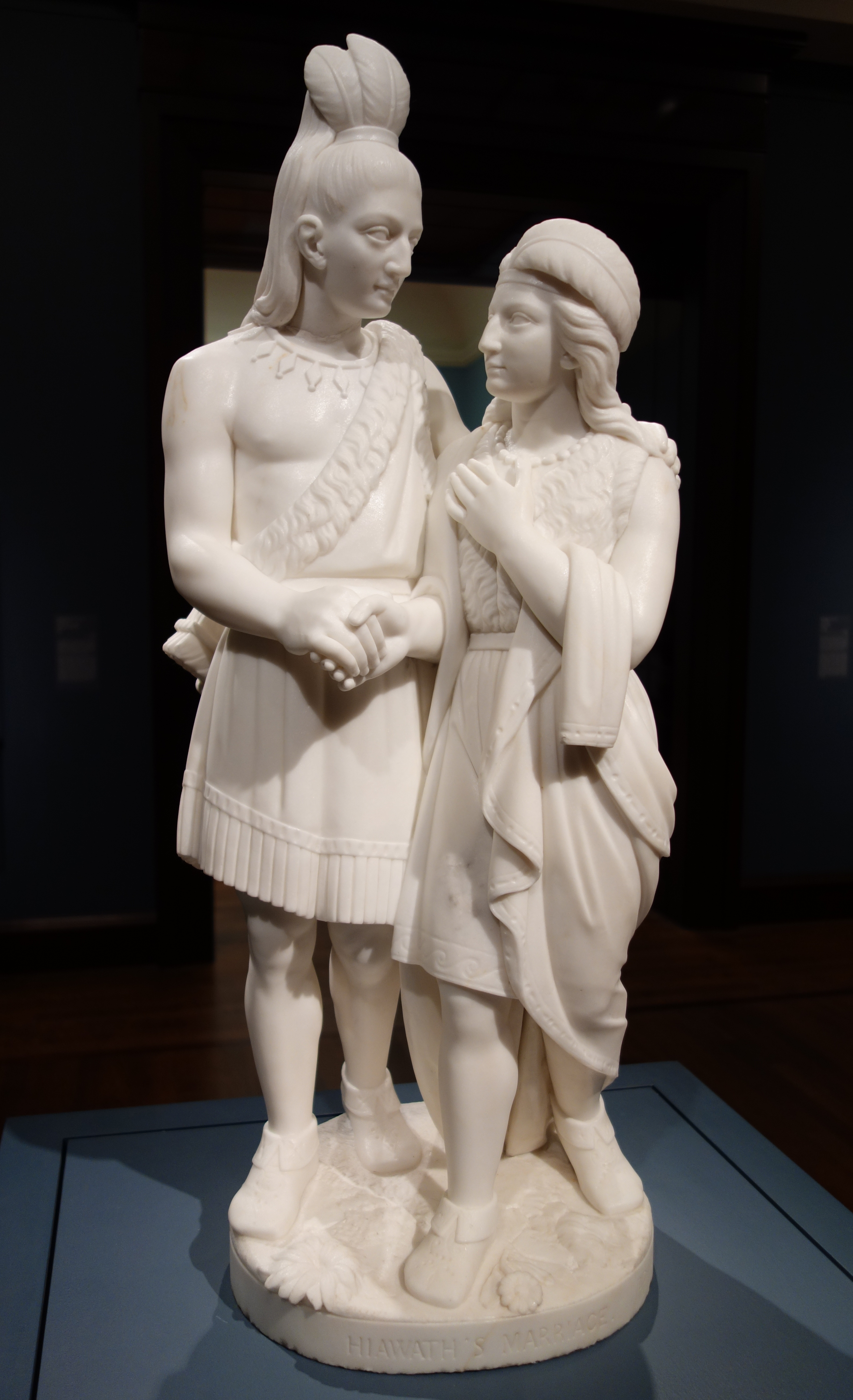
The Marriage of Hiawatha (1868) w zbiorach Cincinnati Art Museum
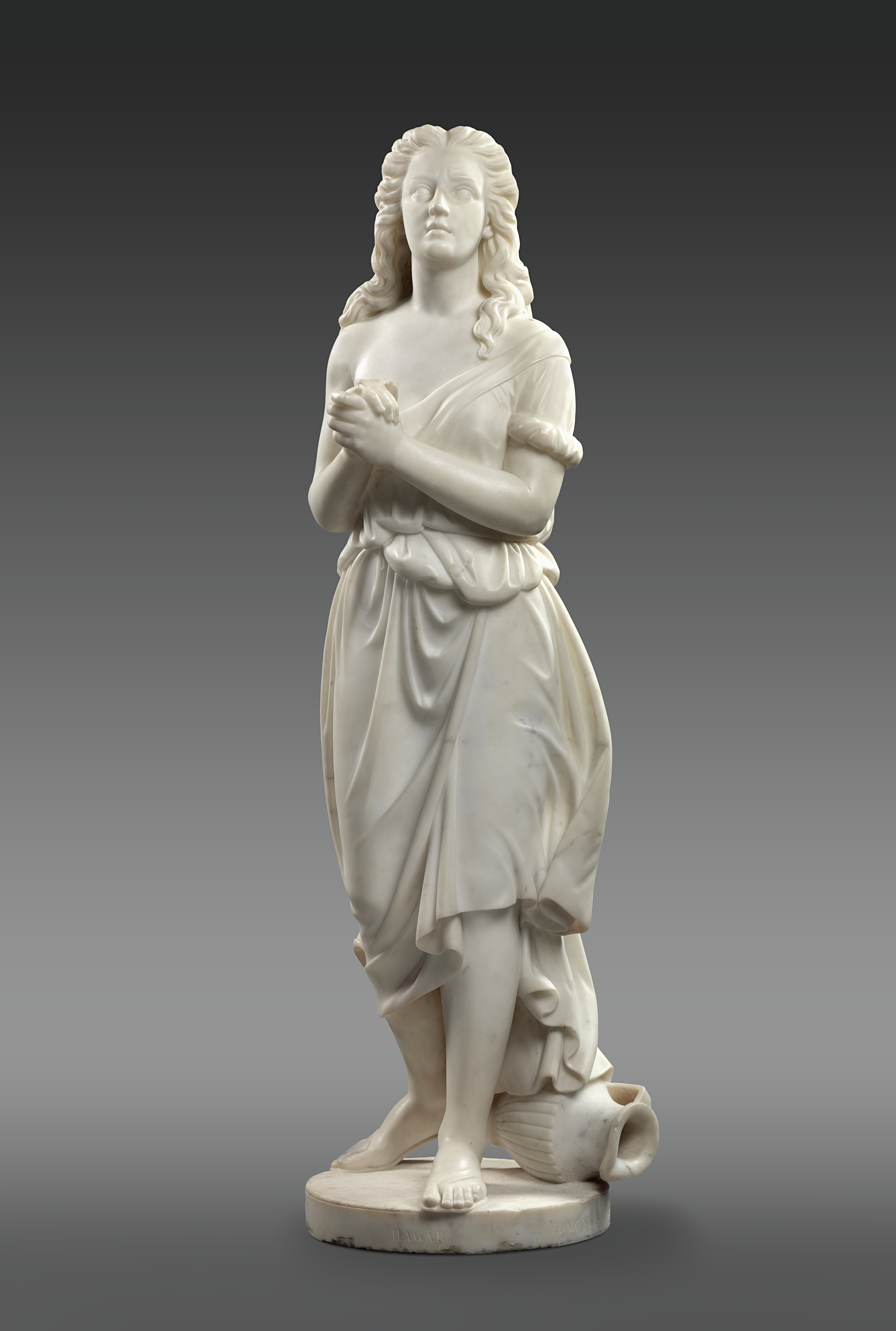
Hagar (1875) w zbiorach Smithsonian American Art Museum
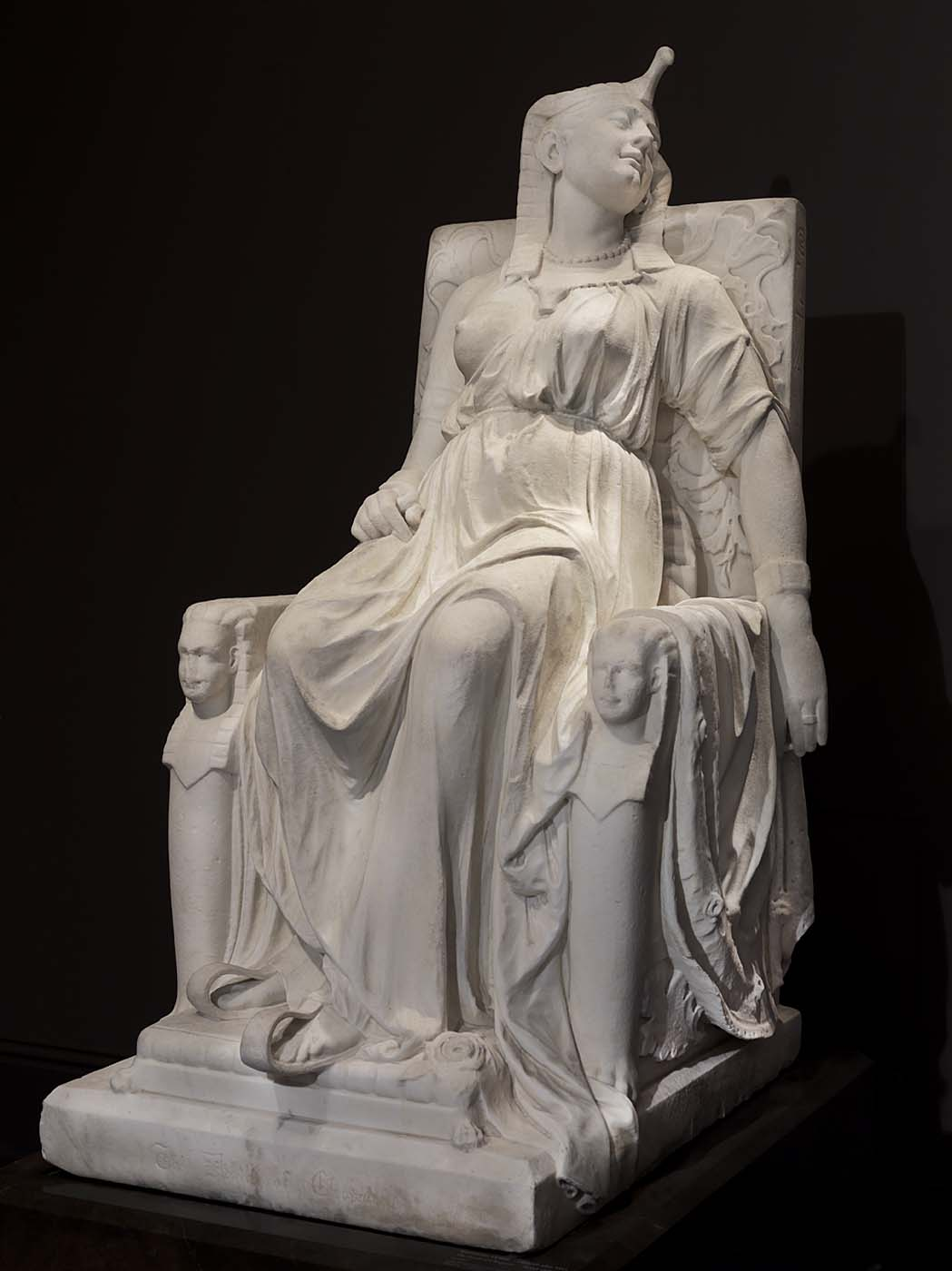
The Death of Cleopatra (1876) w zbiorach Smithsonian American Art Museum